# Kollagen-Typ 6α2
Kollagen Typ VI, alpha 2, auch bekannt als Alpha-2-Typ-VI-Kollagen, ist ein perlenschnurartiges Kollagen, das im menschlichen Organismus vom Gen COL6A2 codiert wird. Die Domänen des Proteins binden Proteine in der extrazellulären Matrix, um Matrixkomponenten besser organisieren zu können.
Mutationen in diesem Gen werden mit der Bethlem-Myopathie und der kongenitalen Muskeldystrophie Typ Ullrich assoziiert.

## Klinische Bedeutung
Eine p.Asp215Asn-Mutation in COL6A2 ist vermutlich für progressive Myoklonusepilepsien verantwortlich. Eine Co-Expression von DSCAM (englisch down syndrome cell adhesion molecule) und COL6A2 im Rattenherz führen zu einer erhöhten Mortalität und schwerwiegenden physiologischen und morphologischen Defekten, einschließlich Atriumseptumdefekte und kardiale Hypertrophie.